# Franco Morillo
Franco Clemente Morillo (Junín, provincia de Buenos Aires, 16 de julio de 1993) es un piloto argentino de automovilismo. Iniciado en el ámbito del karting, desarrolló su carrera deportiva en categorías de nivel zonal y nacional. Compitió profesionalmente en las categorías Fórmula 4 Nueva Generación, Fórmula Metropolitana, TC 2000, Copa Bora 1.8T y en la Top Race Junior.
Fue campeón de la categoría promocional Copa Bora en el año 2016. A fin de temporada, tuvo su estreno en la divisional Top Race Junior, donde terminó conquistando el subcampeonato de la especialidad en el año 2017.

## Biografía
Sus inicios profesionales tuvieron lugar en 2011, cuando debutó en la categoría Fórmula 4 Nueva Generación, donde compitió hasta la temporada 2012 bajo el ala del equipo de José Savino. Tras estas participaciones, en 2013 ingresó a la Fórmula Metropolitana donde sin embargo apenas desarrolló dos competencias, dentro de la escuadra Wind Racing. A pesar de ello, en esta misa temporada se produjo su debut en categorías de turismos, al ser convocado por Juan José Monteagudo para competir en TC 2000, donde piloteó una unidad Volkswagen Bora. En esta primera temporada, alcanzó a desarrollar 7 competencias, siendo convocado nuevamente en la temporada siguiente para competir sobre un Renault Fluence, sin embargo solamente desarrolló 5 competencias en esta temporada.
La temporada 2015 encontró a Morillo retornando a la actividad dentro de la novel Copa Bora 1.8T, categoría promocional creada por la Asociación Corredores de Turismo Carretera y de temática monomarca, siendo el modelo elegido para la misma el Volkswagen Bora. Con esta unidad, Morillo no sólo hizo su reingreso al automovilismo nacional, sino que también logró conquistar su primer campeonato a nivel nacional, al consagrarse en la temporada 2016. Sus actuaciones en esta categoría, le terminaron por abrir las puertas de la divisional Top Race Junior, categoría donde se presentó en la última fecha del año 2016 al comando de un prototipo identificado con rasgos de diseño del modelo de producción Mercedes-Benz CLA y atendido por el equipo SDE Competición. Con esta misma unidad compitió en la temporada siguiente, logrando finalmente quedarse con el subcampeonato de la divisional, siendo este su segundo título a nivel nacional. Tras esta participación, anunció su continuidad en la divisional para la temporada 2018.

## Trayectoria
| Año  | Categoría                                  | Automóvil           |
| ---- | ------------------------------------------ | ------------------- |
| 2011 | Debut en Fórmula 4 Nueva Generación        | Crespi-Renault      |
| 2012 | Fórmula 4 Nueva Generación                 | Crespi-Renault      |
| 2013 | Debut en Fórmula Metropolitana, 2 carreras | Crespi-Renault      |
| 2013 | Debut en el TC 2000                        | Volkswagen Bora     |
| 2014 | TC 2000, 5 carreras                        | Renault Fluence     |
| 2015 | Debut en Copa Bora 1.8T                    | Volkswagen Bora     |
| 2016 | Campeón Copa Bora 1.8T                     | Volkswagen Bora     |
| 2016 | Debut en Top Race Junior                   | Mercedes CLA Junior |
| 2017 | Subcampeón en Top Race Junior              | Mercedes CLA Junior |
| 2018 | Top Race Junior                            | Mercedes CLA Junior |

### TC 2000
| Año  | Equipo        | Auto            | 1    | 2    | 3   | 4   | 5    | 6     | 7   | 8   | 9     | 10     | 11    | 12  | Res. | Puntos |
| ---- | ------------- | --------------- | ---- | ---- | --- | --- | ---- | ----- | --- | --- | ----- | ------ | ----- | --- | ---- | ------ |
| 2013 |               |                 | RC   | BA I | RAF | AG  | LP   | CON   | OLA | ROS | SJO   | JUN    | BA II | PDF | 18°  | 26     |
| 2013 | JM Motorsport | Volkswagen Bora |      |      |     |     |      | 16    | 8   | 11  | 8     | Ret    | NL    | 12  | 18°  | 26     |
| 2014 |               |                 | AG I | LP   | JUN | MER | BA I | PAR I | RC  | CON | BA II | PAR II | AG II | GR  | 23°  | 17     |
| 2014 | JM Motorsport | Renault Fluence | 8    | NL   | 21  | 12  | 16†  | Ret   |     |     |       |        |       |     | 23°  | 17     |

### Trayectoria en Top Race
| Temporada | Categoría       | Equipo             | Automóvil                | Posición           |
| --------- | --------------- | ------------------ | ------------------------ | ------------------ |
| 2016      | Top Race Junior | Genérico           | Mercedes-Benz CLA Junior | 23º (8.00 puntos)  |
| 2017      | Top Race Junior | Genérico           | Mercedes-Benz CLA Junior | 2º (94.00 puntos)  |
| 2018      | Top Race Junior | Genérico           | Mercedes-Benz CLA Junior | 2º (120.00 puntos) |
| 2019      | Top Race Series | AyA Sport          | Mercedes-Benz CLA Series | 8º (87.00 puntos)  |
| 2020      | Top Race Series | Fiat Cronos Series | Fiat Octanos Competición | 1º (90.00 puntos)  |

- [10]

## Palmarés
| Título     | Categoría       | Automóvil                | Año  |
| ---------- | --------------- | ------------------------ | ---- |
| Campeón    | Copa Bora 1.8T  | Volkswagen Bora          | 2016 |
| Subcampeón | Top Race Junior | Mercedes-Benz CLA Junior | 2017 |
| Subcampeón | Top Race Junior | Mercedes-Benz CLA Junior | 2018 |
| Campeón    | Top Race Series | Fiat Cronos Series       | 2020 |